# Люгарин, Михаил Михайлович
Михаи́л Миха́йлович Люга́рин (настоящая фамилия Заболо́тный, 16 июня 1908, Святодуховка, Акмолинская область — 10 февраля 1993, Магнитогорск, Челябинская область) — русский советский поэт и журналист. Член Союза писателей СССР, первостроитель Магнитки, автор десятка поэтических книг.

## Биография
Михаил Заболотный родился 16 июня 1908 года в семье крестьянина-бедняка в деревне Святодуховка Пресновской волости Петропавловского уезда Акмолинской области Степного генерал-губернаторства Российской империи, ныне село — административный центр Майбалыкского сельского округа Жамбылского района Северо-Казахстанской области, Казахстана.
Трудиться начал с семи лет, был подпаском, пахарем. Окончил четыре класса сельской школы.
Стихи под псевдонимом «Люгарин» начал писать с детства. В 1923 году семья переехала в станицу Звериноголовскую, где Люгарин познакомился с главным другом своей жизни — будущим поэтом Борисом Ручьёвым. Здесь учился в школе крестьянской молодежи.
Весной 1929 года уехал в Москву и пришёл в отдел поэзии журнала «Октябрь». Руководитель отдела поэзии Н. Г. Полетаев устроил на жилье в Дом литераторов, но стихи признал слабыми и в журнале печатать отказался. М. Заболотный вернулся в Звериноголовское. В 1929 году умер его отец.
Осенью 1930 года, вместе с другом Борисом Ручьёвым, ездили в Москву к Н. Г. Полетаеву. В Москве завербовались на Магнитострой. В конторе «Рабсила» Михаила Люгарина оформили землекопом. Он рыл котлованы под фундаменты первых домен, позднее работал плотником и бетонщиком. Одновременно занимался самообразованием, писал стихи, где был активным членом литературного объединения «Буксир». Тогда же в газете «Магнитогорский рабочий» были опубликованы первые стихи поэта. В 1930—1932 годах работал землекопом, плотником на строительстве коксохимического цеха Магнитогорского металлургического комбината.
- 1931, 1932 — стихи Люгарина опубликованы в коллективных сборниках рабочих писателей «Весна Магнитостроя» и «Рождение чугуна»
- 1932—1937 — работал в редакции газеты «Магнитогорский комсомолец»
- 1934, 31 января — на Магнитогорском металлургическом комбинате издан приказ директора А. П. Завенягина, согласно которому в числе талантливейших молодых поэтов суммой в 500 рублей и творческим отпуском был премирован и Михаил Люгарин[2].
- 1934 — был делегатом I Всесоюзного съезда советских писателей, на котором принят в Союз писателей СССР.
- 1936—1937 — работал в челябинской газете «Сталинская смена».
- 8 октября 1937 года — арестован по необоснованному обвинению, после следствия, длившегося два с половиной года, 26 января 1940 года приговорен Особым совещанием при УНКВД СССР по Челябинской области по статьям 17, 58-8, 58-10 ч.1, 58-11 Уголовного кодекса РСФСР к трем годам ИТЛ и сослан в одну из гулаговских зон Урала. После отбытия срока заключения в 1940 году был выслан в Кустанайскую область Казахской ССР[3]. Реабилитирован Челябинским областным судом 19 октября 1957 года[4].
- 1940—1943 — работал слесарем в Ершовской МТС.
- 1943—1947 — работал корреспондентом в редакции газеты «Сталинский путь».
- 1947 — вторично репрессирован и сослан в лагеря Норильска. В 1956 году реабилитирован постановлениями Президиума Верховного суда Казахской ССР.
- 1956—1957 — работал рабочим в тресте «Боровскстрой» в с. Боровском Кустанайской области.
- 1958—1959, 1963—1968 — работал заведующим сельскохозяйственным отделом в редакции газеты «Коммунистический путь» в с. Боровском Кустанайской области.
- 1962 — В Челябинском книжном издательстве вышла первая книга стихов Люгарина «Возвращение к незабудкам».
- 1970 — переехал в Магнитогорск, продолжал заниматься литературным творчеством, выступал в трудовых коллективах по линии общества «Знание».

10 февраля 1993 года скончался в Магнитогорске. Похоронен на Правобережном кладбище г. Магнитогорска, рядом с могилой своего друга, поэта Бориса Ручьёва.

## Литературная деятельность

### Поэма
- Дуняша (документальная поэма, 1975)

### Циклы стихов
- Возвращение к незабудкам
- Щедрость

### Книги
1. 1962 — Возвращение к незабудкам (стихи). — Челябинск, Челябинское книжное издательство. — 55 с. Тираж: 5000 экз.
2. 1966 — Бег неукротимый (стихи). — Челябинск, Южно-Уральское книжное издательство. — 54 с. Тираж: 3000 экз.
3. 1968 — Новолунье (стихи). — Челябинск, Южно-Уральское книжное издательство. — 72 с. Предисловие Я. Вохменцева. Тираж: 5000 экз.
4. 1968 — Приволье (стихи). — Алма-Ата, «Жазуши», 47 с.
5. 1971 — Любовь заветная (стихи). — Челябинск, Южно-Уральское книжное издательство. — 71 с. Предисловие Л. Гальцевой. Тираж: 5000 экз.
6. 1974 — Гляжу на мир влюблёнными глазами (стихи). — Челябинск, Южно-Уральское книжное издательство. — 74 с. Предисловие М. Гроссмана. Тираж: 5000 экз.
7. 1975 — Лирика моих лет. — Москва, «Советская Россия». — 85 с. Предисловие С. Музыченко. Тираж: 20000 экз.
8. 1977 — Раздумье над судьбой (стихи). — Челябинск, Южно-Уральское книжное издательство. — 47 с. Тираж: 5000 экз.
9. 1983 — Судьбы моей основа (стихи). — Челябинск, Южно-Уральское книжное издательство. — 90 с. Предисловие Л. Гальцевой. Тираж: 5000 экз.

### Публикации
1. Стихи. — Поэты литбригады. — Челябинск, Южно-Уральское книжное издательство, 1969, с. 76—85.
2. Стихи. — «Магнит» (Магнитогорск), 29 декабря 1990, с. 6.

## Награды
- Юбилейная медаль «За доблестный труд. В ознаменование 100-летия со дня рождения Владимира Ильича Ленина» (1970)
- Медаль «За доблестный труд в Великой Отечественной войне 1941—1945 гг.» (1946)
- Почётные грамоты (1966—1986)

## Память
- В Магнитогорске (в поселке Западный) есть улица, названная именем Люгарина.
- С 1993 года имя Михаила Люгарина носит филиал № 6 Городской библиотеки Магнитогорска.

## Интересные факты
- Несмотря на то, что стихи Михаил Люгарин начал сочинять с детских лет, а в Союз писателей СССР вступил 26-летним, свою первую книгу поэт увидел лишь в 54-летнем возрасте.